# Pierre A. Puissant
Pierre A. Puissant ( 1831 - 1911 ) fue un botánico francés.

## Algunas publicaciones
- La abreviatura «Puiss.» se emplea para indicar a Pierre A. Puissant como autoridad en la descripción y clasificación científica de los vegetales.[2]